# Aïn Fakroun
Aïn Fakroun (em árabe: عين فكرون) é uma comuna localizada na província de Oum El Bouaghi, Argélia. De acordo com o censo de 2008, a população total da cidade era de 55 282 habitantes.